# Sanda
Sanda (japanisch 三田市, -shi) ist eine Stadt in der Präfektur Hyōgo in Japan. Sie liegt etwa 25 Kilometer nördlich von Kōbe und westlich von Takarazuka.

## Geschichte
Sanda gehörte den Akamatsu aus der Provinz Harima, später den Arima, einem Zweig der Akamatsu. Als diese in die Provinz Chikugo versetzt wurden, kam Sanda 1620 unter die Matsudaira. Von 1633 bis 1868 residierten dort die Kuki in einem Festen Haus (jinya) mit einem Einkommen von 36.000 Koku.
Sanda ist bekannt für Reisanbau und Vieh. Die Stadt entwickelt sich zum Wohnvorort von Osaka und Kōbe. Zu den Sehenswürdigkeiten gehören die Tempel Koshin-ji und Yōtaku-ji.
Sanda erhielt am 1. Juli 1958 den Status einer Stadt.

## Verkehr
- Straße
  - Chūgoku-Autobahn
  - Nationalstraße 176
- Zug
  - JR Fukuchiyama-Linie

## Angrenzende Städte und Gemeinden

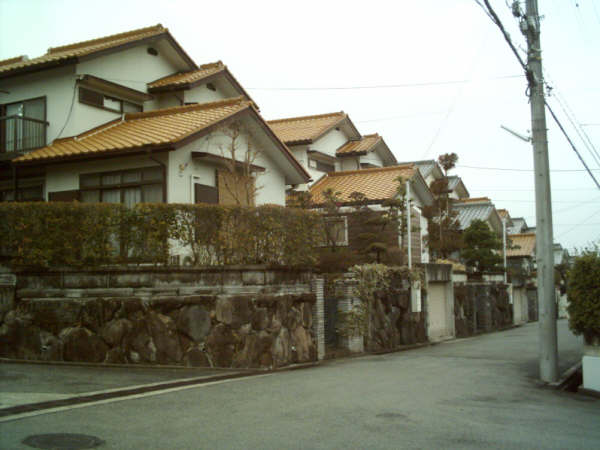
Straße in Sanda

- Katō (Hyōgo)
- Miki (Hyōgo)
- Kōbe
- Takarazuka
- Sasayama

## Söhne und Töchter der Stadt
- Kawamoto Kōmin (1810–1871), Gelehrter auf dem Gebiet der „Westlichen Wissenschaften“
- Ataru Esaka (* 1992), Fußballspieler
- Tomoya Takahata (* 1994), Fußballspieler
- Shinji Hazawa (* 1999), Tennisspieler